# Исихазм

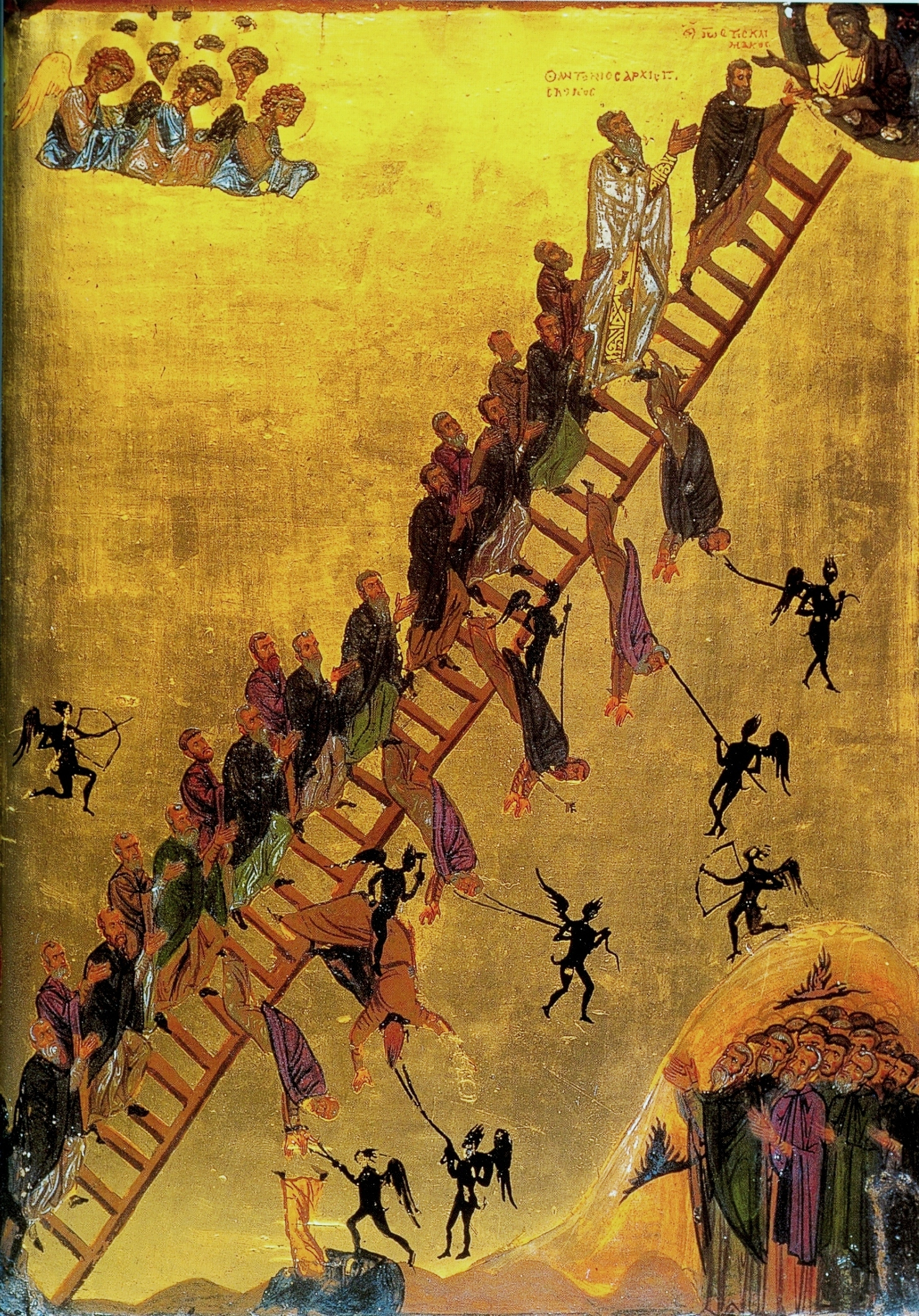
Иконография Лествицы

Исиха́зм (от др.-греч. ἡσυχία, исихия — «спокойствие, тишина, уединение») — христианское мистическое мировоззрение, древняя традиция духовной практики, составляющая основу православного аскетизма.
Мистическое течение в Византии под названием «Исихазм» разработано Макарием Египетским и Иоанном Лествичником в IV—VII столетиях. На Руси не говорили о последователях исихазма — исихаст, говорили — молчальник, затворник.

## Значения термина
Крупнейший современный исследователь исихазма о. Иоанн Мейендорф (1926—1992) выделяет несколько значений термина:
1. Отшельническое монашество анахоретов-молчальников;
2. Особая школа и техника («умное делание»), ядром которой является непрестанное творение в уме молитвы Иисусовой «Господи Иисусе Христе, Сыне Божий, помилуй мя грешнаго», а целью — уподобление Христу, видение Фаворского света и обо́жение;
3. Обосновывавшее исихастскую практику догматическое учение св. Григория Паламы и его последователей, которое шире богословия энергий, и начатое Паламой церковное движение (паламизм) (хотя о. Иоанн Мейендорф замечает, что паламиты, возглавлявшие византийскую церковь, могут быть названы исихастами лишь с оговорками[5]);
4. Явление в религиозной жизни Руси XIV—XVI веков[2][6].

С. С. Хоружий критикует встречающуюся точку зрения на исихазм как на эзотерическую практику: «В сознании самой традиции исихастский подвиг никогда не мыслился как закрытый эзотерический культ, удел кружка избранных и род некой духовной экзотики и эксцентрики. Он был не чем иным как осуществлением бытийного призвания человека…»
Советский учёный-религиовед Е. А. Торчинов определяет исихазм следующим образом:
В восточнохристианской традиции исихазмом называется разработанная система аскетической и монашеской практики, направленной на богопознание и обо́жение. Иногда родоначальником исихазма неправильно считается св. Григорий Палама (XIV в.), но он лишь богословски осмыслил, обосновал и систематизировал ту практику духовного делания, которая была в ходу у монахов-анахоретов с глубокой древности (во всяком случае, уже Евагрий Понтийский и Макарий Египетский — IV в. — знают практику «умной молитвы», составляющую суть исихазма) и которая приобрела законченные формы задолго до Паламы.Е. А. Торчинов. Религии мира: Опыт запредельного. Догматические религии откровения, стр. 478

## Сущность исихазма

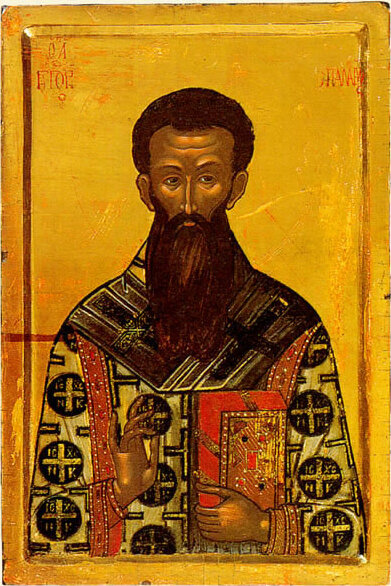
Григорий Палама (1296—1359)

Кратко говоря, исихазм — это практика умно-сердечной безвидной молитвы, совмещённая с трезвением (контролем за всеми исходящими изнутри помыслами, в частности с изгнанием всех чувственных образов), способствующая очищению ума и сердца и подготавливающая (но не приводящая сама по себе) подвижника к Богосозерцанию. Разумеется, речь не идёт о буквальном, физическом созерцании, а о духовном, «внутреннем» узрении. Как писал св. Иоанн Синаит в Лествице: «Исихаст есть старающийся заключить в своём теле бестелесное». Традиционным символом исихазма является восхождение Моисея на гору Синай, его пребывание на вершине во время Богообщения и последующее нисхождение для сообщения народу полученного откровения, но используется и представление о священнобезмолвии Моисея в течение 40 лет странствия избранного народа в пустыне. Ключевыми для исихазма цитатами из Священного Писания являются: «Блаженны чистые сердцем, ибо они Бога узрят» (Мф. 5:8), «Царствие Божие внутрь вас есть» (Лк. 17:21), «Итак будьте совершенны, как совершен Отец ваш Небесный» (Мф. 5:48), «Когда молишься, войди в клеть (комнату) твою и, затворив дверь твою, помолись Отцу твоему втайне» (Мф. 6:6), «Хочу лучше пять слов сказать умом моим, чтобы и других наставить, нежели тьму слов на незнакомом языке.» (ср.: 1Кор. 14:19), «А соединяющийся с Господом есть один дух с Господом» (ср.: 1Кор. 6:17), «Всё же обнаруживаемое делается явным от света, ибо всё, делающееся явным, свет есть» (ср.: Еф. 5:13).
Согласно Новому Завету, Евангелию от Иоанна, «Бога не видел никто никогда; Единородный Сын, сущий в недре Отчем, Он явил» (Ин. 1:18). Несмотря на невозможность чувственного видения Бога Отца, св. Григорий Палама и другие исихасты утверждают, что Божья благодать пронизывает сей мир, а «слава Господня», являющаяся в различных эпизодах Ветхого и Нового Завета (например, неопалимая купина, которую видел Моисей, свет на горе Фавор на Преображение) была на самом деле нетварной энергией Бога, то есть исихасты зрят несотворенное и невещественное влияние Бога (энергию). Наивысшей энергией по Аристотелю обладает Бог-Перводвигатель, цель всего существующего, который сам неподвижен и является высшим покоем. Никейский символ веры также утверждает: «Бог-Отец — Свет, а Сын — Свет от Света». Палама сформулировал богословие энергий, отличных от сущности Бога, в противовес тезису Фомы Аквинского о полном тождестве энергии и сущности Бога, и с этим утверждением Паламы согласны все исихасты. С бытовой точки зрения считается, что исихастская практика приводит человека в состояние умиротворения. Многие исихасты же утверждают о способности общения с ангельскими материями. Известны истории о чудесных способностях исихастов; сами же они руководствуются библейским принципом: «Скажи сей горе сдвинуться, и если истинно веруешь — сдвинется». Большая часть этих историй связана с Афонским монашеством.

Умно-сердечная безвидная молитва коренным образом отличается от так называемой медитации, так как во время медитации принимаются чувственные образы. Архимандрит Клеопа (Илие) говорит об этом так :
Самый краткий закон молитвы — не представлять себе ничего, когда молишься. Ибо представления бывают трех видов: плохие, хорошие и священные. Не принимай представлений ни одного вида. Ибо если остановишься на представлении, ты не можешь войти умом в сердце во время молитвы.

## Философия и богословие исихазма
В основе философии и богословия исихазма лежит учение об обо́жении, представление о том, что посредством Божьей благодати праведник может созерцать энергию непознаваемого Бога, соединяться таким образом с Богом (что в некотором смысле и называется обо́жением уже в этой земной жизни, поскольку исихасты считали, что, несмотря на различие сущности и энергии Бога, божественную энергию тоже можно называть Богом, соединение с Богом можно поэтому описывать как «обо́жение», «боговидение», «богосозерцание» и т. д., а соединённого таким образом человека можно исходя из уважения и христианской любви к Человеку называть «Богом по благодати» несмотря на то, что по существу (по природе) обо́женный человек остаётся человеком и, конечно же, не становится ни Богом, ни его наместником на Земле в какой бы то ни было форме). Наиболее известные представители византийского исихазма — свв. Симеон Новый Богослов, Григорий Синаит, Григорий Палама. Догматическим обоснованием исихастской практики стали развитые Григорием Паламой принципы святоотеческой концепции «синергии» — взаимодействия божественной благодати и свободной воли человека, и наметившееся ещё у Василия Великого и Григория Нисского учение о различии божественной сущности и божественных энергий. В сочинениях Григория Синаита и Григория Паламы развивалась система восхождения духа Человека к божеству, учение о самонаблюдении, целью которого было нравственное улучшение, раскрывалась целая лестница добродетелей. На верху лестницы, углубляясь в себя во время доведённого Григорием Синаитом до совершенства сочетания чтения в уме Иисусовой молитвы с «дыхательным методом», инок должен был победить свои страсти и отрешиться от всего земного, в результате чего достигалось созерцание божественного света.

## История исихазма

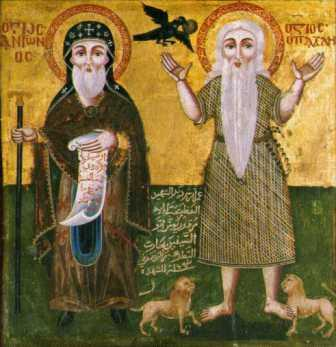
Антоний Великий и Павел Фивейский

Значительная часть идей исихазма была сформулирована ещё Отцами Церкви в первом тысячелетии. Большая их часть представляла собой обоснование монашеских практик, как, скажем, у великого учителя Симеона Нового Богослова, византийского богослова X века, которого в Православии ставят в один ряд с апостолом евангелистом Иоанном Богословом и Григорием Богословом. Многие труды учителей исихазма включены в сборник «Добротолюбие». Но наиболее известным в миру теоретиком исихазма стал св. Григорий Палама, живший в XIV веке. Основным его трудом считаются «Триады в защиту священно-безмолвствующих». В 1341 году учение Паламы было впервые признано официальной доктриной греческих православных церквей, хотя и постепенно смягчалось (возможно, вначале с участием самого достаточно склонного к компромиссам Паламы — так, ещё при его жизни отказались от абсолютно полного разделения сущности и энергий Бога).

### Проникновение на Русь
Ещё до этих событий преподобный Григорий Синаит переселился в населённую преимущественно болгарами Фракию, и его ученики-болгары разнесли возрождённую им практику во все славянские страны. Под покровительством патриарха Филофея и поддерживаемых им митрополитов Алексия и Киприана исихазм распространялся и на Русь, которую некоторые современные философы считают «второй родиной исихазма», философским воплощением которого стали соборность, всеединство, богочеловечество, русский космизм. Наиболее известные русские исихасты — св. Антоний Печерский, преп. Сергий Радонежский, Стефан Пермский, Феофан Грек, Андрей Рублёв, Нил Сорский, Максим Грек. При этом Русская церковь руководствовалась не радикальными трудами Паламы и паламитов, а смягчёнными компромиссными решениями соборов. Более поздние учителя русского исихазма — преп. Паисий Величковский, который, в частности, вслед за изданием в 1782 году в Венеции колливадами «Добротолюбия» перевёл его на славянский язык, св. Тихон Задонский, Серафим Саровский, Игнатий Брянчанинов, Феофан Затворник.

### Исихазм сегодня
В Православии богослов должен всегда оставаться чистым, праведным человеком, и это часто достигается практическим следованием исихастской традиции. Если в Синодальный период исихастская традиция не сохранялась в духовных академиях и семинариях, то сейчас, например, исихастская антропология — полноправное направление христианской антропологии. Традиция исихазма продолжается в настоящее время также во многих монастырях и исихастириях, в частности, на Афоне. Выдающимся представителем этого направления в XX веке явился старец Иосиф Исихаст.

## Политический исихазм
Современный учёный Г. М. Прохоров развил теорию отца Иоанна Мейендорфа о политическом исихазме, согласно которой исихазм оказал определяющее влияние на политическую ситуацию Византии и Руси XIV века. Это связано с тем, что учениками св. Григория Паламы были Иоанн VI Кантакузин, Николай Кавасила и другие государственные деятели. По мысли Прохорова, многие их действия во внутренней и внешней политике связаны именно с исихазмом. Кроме того, он считает, что исихазм XIV—XVI веков, повлиявший на литературу, искусство, философию и политику, был не православным Предвозрождением, а православным Возрождением, и приводит в пример влияние гуманизма на западноевропейскую политику эпохи Возрождения.
Хотя взаимовлияние западноевропейского и православного Возрождения было двусторонним, православные интеллигенты того времени, в том числе антипаламиты (исихасты и неисихасты) и паламиты, сохранившие античное наследие и возрождавшие его, дали толчок итальянскому Возрождению. Исихастские споры, по мнению Г. М. Прохорова, стали точкой и встречи, и расхождения двух европейских Возрождений в начале пути. По мнению Прохорова, русские исихасты Сергий Радонежский, Стефан Пермский и другие определяли судьбы Московского государства и создали идеологию формирования великорусской народности. Прохоров различает русский исихазм и паламизм, хотя и тот, и другой проявились как политический исихазм. Прохоров характеризует паламизм как противостоящий оказавшемуся в конечном итоге внецерковно направленным рационалистическому гуманизму (хотя гуманисты того времени сами не подозревали о внецерковной направленности гуманизма и считали теорию посмертной славы Данте и ученика Варлаама Петрарки только дополнением к обещанному Церковью бессмертию). Церковно-персоналистский исихазм («христианский гуманизм») отстаивал тезис о возможности прямого общения человека с Богом, причём некоторые паламиты считали, что и миряне могут общаться с Богом без посредничества Церкви. В то время как римская церковь считала, что любое человеческое существо должно быть подчинено папе, исихасты доказывали возможность соединения с Богом и тела человека без посредничества и руководства римского епископа и необходимости подчинения ему. Обо́женный человек и Человек стояли в иерархии исихастов выше бесплотных ангелов и архангелов, не говоря уже о римской курии. Отстаивая единство тела, души и духа человека, паламиты считали, что и тело человека соединяется с Богом. Преп. Максим Исповедник считает: «…люди все целиком соучаствуют в Боге всём целиком, чтобы по образу соединения души и тела Бог становился доступным соучастию в Нём души, а через посредство души и тела, дабы душа получила постоянство, а тело — бессмертие, и дабы человек весь целиком сделался Богом, обо́женный благодатью Бога, сделавшегося человеком, полностью (душею и телом) оставаясь человеком по природе и полностью (душею и телом) становясь Богом по благодати».
Некоторые учёные и церковные деятели не только развивают теорию о политическом исихазме, например, вопреки замечанию о. Иоанна Мейендорфа, что несмотря на приверженность социальной справедливости православный может пройти с левыми только часть пути, рассматривают ленинизм как политический исихазм и религиозный материализм в марксистской оболочке, но и пытаются применить её к современной ситуации.

## Параллели исихазма в других религиях и культурах
По мнению Сергея Хоружего, ветхозаветное совершенство, выражаемое понятием праведности, является ветхозаветной параллелью исихазма и его составной частью, но недостаточно согласно достигаемому исихастами новому совершенству во Христе, и праведник в смысле Ветхого Завета, вообще говоря, ещё не является совершенным. В Новом Завете понятия праведника и праведности переосмысливаются. (Особенно явно и определённо это делает ап. Павел в Послании к Римлянам (гл. 4—6), где он вводит новое понятие праведности веры — или от веры, через веру — отличаемой от исполнения Закона. Но типологически сходной с исихазмом является практика ессеев, терапевтов кумранской общины (сынов Нового Завета, сынов Света), которая является неким средним пунктом между ветхозаветными и исихастскими представлениями. При этом сам образ Преображения Господня, аналогом которого в некотором смысле исихасты считают своё обо́жение, по мнению Евгения Торчинова, также имеет иудейские корни и восходит к учению о Шехине — Славе Божией, Божественном Присутствии в мире.
Во времена появления и расцвета исихазма не знали о роли сердца в кровообращении, а считали, что сердце проталкивает пневму (и воздух, и дух), поэтому проведённые Е. Торчиновым далее параллели с практиками Дальнего Востока, основанные на роли сердца в кровообращении, не представляются убедительными[кому?] или должны обосновываться иначе. Но он правильно указывает на старчество на Руси как на новое исихастское возрождение в XVIII—XIX веках. Уже в XIV веке исихазм нашёл благодатную почву в Болгарии, Сербии, в русском народном православии, пропитанном, как и исихазм, мессианскими идеями, и основанном не на Священном Предании, изучить которое мирянам было почти невозможно в то время, а на авторитете Священного Писания, особо почитаемого также исихастами. Во многих направлениях старообрядчества исихазм стал практикой и мирян тоже, «вышел в мир». Выход в мир осуществлялся и в единоверии, и в православии. Например, Феофан Затворник считал, что молитва Иисусова непременно обязательна и для мирян. Святителя можно понять так, что при совершенствовании её и миряне могут перейти к «умному деланию». Исихастская традиция, аналогичная таковой других восточных церквей, с древнейших времён существовала и в грузинской церкви, но поздний исихазм (Григорий Палама, Сергий Радонежский, Паисий Величковский и др.) не был воспринят грузинской церковью, стремящейся сохранить свой национальный характер. Ранний исихазм и его отражение в трудах Евагрия Понтийского, святого Нила Синайского, Марка Подвижника (им после осуждения Евагрия из цензурных соображений византийской церковью приписывались и труды Евагрия тоже) преломились в деятельности и трудах подвизавшегося в Западной Европе православного святого Иоанна Кассиана, ранее состоявшего в той же синайской монашеской общине, что и Евагрий. Труды Иоанна Кассиана оказали воздействие на святого Бенедикта (Венедикта).

### Исихазм и практика западного христианства
Аналогом исихазма у католиков латинских обрядов считается практика основанного святым Венедиктом ордена бенедиктинцев и других монашеских орденов устава Святого Бенедикта, действовавших по принципу киновии ещё до введения императором Иоанном Цимисхием киновии на Афоне в 971 году. Приверженность киновии повлияла на сходство социальных концепций бенедиктинцев и православных исихастов. Не случайно ордена устава св. Бенедикта перенимают практику Иисусовой молитвы у православных, их монахи обучаются на Афоне. Франкоязычные бенедиктинцы обращают внимание на смерть Орлеанской девы со словом «Иисус», что рассматривается как форма Иисусовой молитвы. Многие монашествующие и сёстры бенедиктинских орденов считают исихазм потенциально главным средством восстановления единства Церкви. Христианский материализм учения Паламы о сердце — как он подчёркивает, независимо от того, является ли сердце органом души или нет — во многом аналогичен также считающемуся материалистическим учению о священном сердце в католицизме, проявлением всецерковного признания которого стал Праздник Святейшего Сердца Иисуса. В XVIII веке ввиду незнания исихазма типологически сходным с исихазмом считали достаточно кардинально от него отличающиеся и, в отличие от практики бенедиктинцев, не имеющие с ним генетической связи квиетизм и пиетизм. Действительно, исихазм — не бездеятельность, а, по определению св. Амвросия Медиоланского, прямо противоположное квиетизму и пиетизму «деятельное безмолвие», трезвение, подготовка к борьбе. Кроме того, в отличие от квиетизма и пиетизма, богосозерцание в исихазме — не средство покаяния и исправления грешников: исихаст уже праведен в смысле исполнения Закона, добродетелен, в частности, любит людей и Отечество — поэтому он может достичь праведности веры, высот любви к Богу и возможности богосозерцания.

### Исихазм и суфизм
Не только учение Джалаладдина Руми, но и зикр, сама и другие обряды тарикатов можно рассматривать как связанные с арианским и православным прошлым территорий Турции и Кавказа, с развитием восточными отцами, видимо, унаследованной от кумранитов, ессеев, терапевтов исихастской традиции, своеобразно интерпретированной затем тарикатами Малой Азии и Кавказа. (Не случайно первый паламитский император Иоанн Кантакузин так любил пляски дервишей.) Непосредственной аналогией молитвенной практики исихазма является тихий зикр (хафи). Практика тарикатов затем в свою очередь оказала влияние на русское имяславие.

### Философия имени
С богословием имён Бога св. Григория Паламы связана философия имени А. Ф. Лосева. По мнению А. Ф. Лосева идеология «убить Бога, чтобы занять его место» является достаточно закономерным следствием развития противостоявшего христоцентрическому гуманизму и материализму св. Григория Паламы абстрактного гуманизма и идеализма («платонической системы»).

### Исихазм и восточные духовные практики
Несмотря на параллелизм исихазма с практиками Востока, некорректно смешивать разные традиции, называя исихазм «христианской (православных, древневосточных церквей, католиков восточных обрядов) йогой». Исихазм противоположен восточным (являющимся идеалистическими) учениям с точки зрения своей философии. Например, в «Агурчада Парикшай» («Индийской Книге Духов», вымышленной писателем Луи Жаколио на основе индийских текстов) сказано, что «первейшая из наук — это наука о человеке; человек же есть душа, а тело — лишь средство сообщения с земной материей; изучение души ведёт к познанию всех зримых и незримых сил природы, к познанию великого Целого. Душа и тело — вот что человек считает своим, о чём беспрестанно печется. Но надо знать, что настоящее „ты“ — это не твоё тело, а твоя душа». Наоборот, интерпретируя Послание апостола Павла коринфянам (1Кор. 3:16, 6:19), св. Иоанн Лествичник подчёркивает: «Тело человека — Храм Божий, а душа в нём молится». Григорию Паламе традиционно приписывалось авторство трактата «Олицетворение», в котором судебная тяжба между Душой и Телом заканчивается оправданием Тела. Душа и тело признаются равными «со-трудниками». Впоследствии А. Сонни и Киприан (Керн) доказали, что реальный автор этого произведения — учёный-гуманист XII века, митрополит Михаил Акоминат В XX веке митрополит Антоний Сурожский считал христианство «подлинным» материализмом: «Люди ещё не обнаружили того, что, если уж говорить о материализме, христианство — единственный совершенный материализм в том смысле, что материалист рассматривает материю как строительный материал, тогда как для нас, из-за воплощения Христа, в Котором вся полнота Божества обитала телесно (Кол. 2, 9), материя получила какое-то абсолютное значение, это святыня». У буддистов, некоторых индуистов и т. д., соответственно, медитация приводит к отрешению всего бренного и временного с целью обретения вечного покоя. В Православии исихазм является ступенью к обо́жению, воссоединению через зрение божественной энергии всего человека, а не только души, с Божественным началом, с Богом — вечным покоем — как Перводвигателем и источником движения. Такого рода подвиги приводили в особое состояние, связанное с неизъяснимым блаженством, зрением некоего небесного света, нездешнего, несотворенного, подобного свету, озарившему Спасителя Христа во время Его преображения на горе Фавор.
Историк религии Мирча Элиаде в своём фундаментальном труде «Йога: свобода и бессмертие» отметил, что между используемыми православными монахами-последователями исихазма методами подготовки к аскетизму и способами молитвы, с одной стороны, и йогическими техниками (в особенности пранаямой), с другой стороны, имеется определённое сходство. Он подтверждает данное мнение отрывками из произведений православных мыслителей — Иринея Лионского, Никифора Затворника, Никодима Святогорца, Симеона Нового Богослова. При этом Мирча Элиаде высказал мнение, что не следует обманываться внешним сходством этих методов с йогическими техниками, поскольку в классической индийской йоге Богу (в отличие от православия) отводится относительно небольшая роль. В то же время Элиаде указал, что между исихазмом и йогой имеется достаточное феноменологическое сходство, чтобы можно было выдвинуть гипотезу о вероятном влиянии индийской мистики на исихазм.
Религиовед Е. А. Торчинов в монографии «Религии мира: Опыт запредельного. Психотехника и трансперсональные» высказал мнение, что для утверждений о существовании генетической связи между йогой и исихазмом в настоящее время оснований не существует, однако экстаз в аскезе православия имеет очень близкое сходство с состоянием самадхи индийских традиций. Он также отметил сходство психотехнических процедур, используемых в исихазме (задержки дыхания, особые позы, визуализация, концентрация внимания на определённых участках своего тела), с психотехническими процедурами, используемыми в йоге. В частности, Торчинов указал, что умная молитва исихастов («Господи, Иисусе Христе, Сыне Божий, помилуй нас грешных») является сильным универсальным психотехническим методом, аналогичным повторению мантры «Харе Кришна» в индийском вишнуистском бхакти или повторению имени будды Амитабхи в амидаизме.

### Исихазм и неортодоксальная мистика
При этом, в отличие от мистики, например, католической (в том числе и греко-католической), очень часто действительно подобной восточным практикам, видение каких бы то ни было ликов, подобное психоделическим эффектам наркотических веществ, потеря контроля над сознанием вместо достигаемой православной исихастской практикой предельной собранности сознания расцениваются православными исихастами как «обман и забава сатанинская». Православное учение об исихазме открывает один из «методов», следовать которому, в отличие от йоги и достижения нирваны, может не всякий верующий, а лишь праведник с твёрдой и непоколебимой верой и только с разрешения духовного наставника. Самовольная практика исихазма, без духовной подготовки и без разрешения наставника, может привести, как определили Макарий Великий, Игнатий Брянчанинов, Антоний Храповицкий, к так называемой «духовной прелести».
Исихаст — это тот, кто «удерживает бестелесное в пределах телесного дома», а это «подвиг редкий и удивительный». Без укрощения страстей исихазм невозможен.
Приведём[кто?] несколько изречений из «Лествицы»:
1. «Небезопасно плавать в одежде, небезопасно касаться и Богословия тому, кто имеет какую-нибудь страсть».
2. «Недугующий душевною страстию и покушающийся на безмолвие подобен тому, кто соскочил с корабля в море, и думает безбедно достигнуть берега на доске».
3. «Глубина догматов неисследима, и уму безмолвника не безбедно в неё пускаться»[55].

В то же время Никифор Уединенник, труды которого использовал Варлаам Калабрийский для полемики со св. Григорием Паламой, настаивая на необходимости духовного наставника в практике исихазма, допускал возможность и самостоятельного делания этой практики и давал практические советы на этот случай.
По поводу хоть и нежелательной, но всё же возможной самостоятельной практики исихазма подвижниками, св. Игнатий Брянчанинов указывает в беседе с учеником: «Ныне, по причине совершенного оскудения духоносных наставников, подвижник молитвы вынужден исключительно руководствоваться Священным Писанием и писаниями Отцов. Это — гораздо труднее. Новая причина для сугубаго плача!»